# جون سارتين
 جون سارتين  (بالإنجليزية: John Sartain)‏ (24 أكتوبر، 1808 - 25 أكتوبر، 1897)، كان فنانًا رائدًا في النقش التظليلي في الولايات المتحدة.

## سيرته الذاتية
ولد جون سارتين في لندن، إنجلترا. تعلّم النقش الخطي، وأبدع العديد من اللوحات في مدرسة فلورنتين لويليام يونغ أوتلي (1826). في عام 1828، بدأ في ابداعاته في النقش التظليلي. درس الرسم علي يد الرسام جون فارلي، وهنري جيمس ريختر.
في عام 1830، وفي سن الثانية والعشرين، هاجر إلى الولايات المتحدة واستقر في فيلادلفيا. هناك درس مع جوشوا شو ومانويل دي فرانكا. بعد حوالي عشر سنوات من وصوله إلى الولايات المتحدة، رسم العديد من اللوحات الزيتية والمنمنمات على العاج. خلال نفس الوقت، وجد عملاً في صنع تصاميم للعملات النقدية، وأيضاً في الرسم على الخشب لتوفير الرسوم التوضيحية للكتب. كان رائدا في النقش المزخرف في الولايات المتحدة. قام بنقش لوحات خلال 1841-1848 لـ «مجلة غراهام»، التي نشرها جورج ريكس جراهام، ويعتقد أن عمله كان مسؤولاً عن النجاح المفاجئ للنشر. أصبح سارتن محررًا ومالكًا لمجلة كامبل الأجنبية نصف الشهرية عام 1843.
كان لديه اهتمام في نفس الوقت «بالمتحف الانتقائي»، الذي نقش فيه العديد من اللوحات.

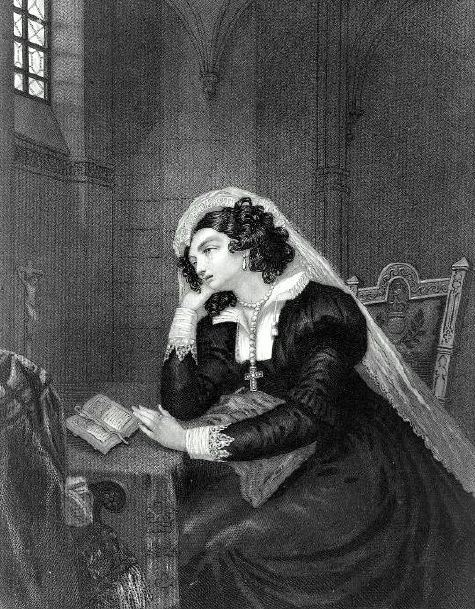
جون سارتن, ماري ملكة اسكتلندا، مساء ليلة إعدامها
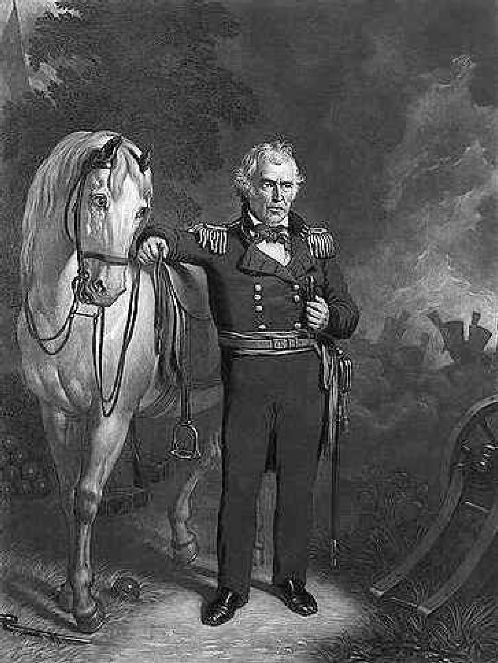
جون سارتن ، زاكاري تايلور

## مجلة سارتين
في عام 1848، اشترى نصف الأسهم في «مجلة الاتحاد»، وهي مجلة مدينة نيويورك. نقلها إلى فيلادلفيا، حيث أعيدت تسميتها باسم «مجلة اتحاد سارتين»، ومن 1849–1952 نشرها مع جراهام، وأصبحت معروفة جدا خلال تلك السنوات الأربع.
وخلال هذا الوقت، بالإضافة إلى عمله التحريري والنقوش التي كان يجب إجراؤها بانتظام في الدوريات التي تم توصيله بها، أنتج سارتين كمية هائلة من اللوحات التوضيحية للكتب.

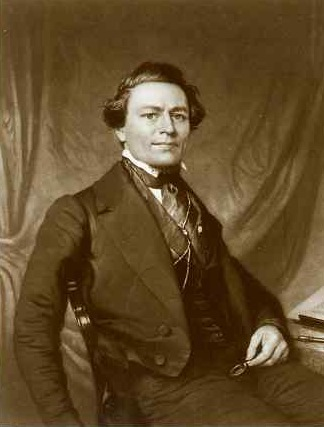
جون سارتين
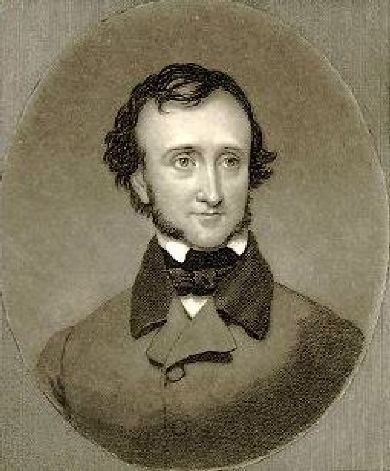
جون سارتين، إدغار ألان بو

كان سارتين زميلًا وصديقًا لإدغار آلان بو. في 2 يوليو، 1849، أي قبل حوالي أربعة أشهر من وفاة بو، زار المؤلف بشكل غير متوقع منزل سارتين في فيلادلفيا. وبمظهر «شاحب ومنهك» و«تعابير الخوف والإرهاق في عينيه»، أخبر بو سارتين أنه يتم مراقبته ويحتاج إلى الحماية؛ طلب بو الحصول على ماكينة حلاقة لكي يتمكن من حلق شاربه ليصبح أقل قابلية للتمييز. عرض سارتين أن يقوم بحلاقته بنفسه باستخدام المقص. وكان بو قد قال إنه سمع أشخاصاً وهم في القطار يتآمرون لقتله. سأل سارتين لماذا يريد أي شخص قتله، أجاب بو أنها كانت «مشاكل مع امرأة». ومع ذلك، في وقت لاحق عندما سمح سارتن لبو بالبقاء معه في منزله، أبلغه بو أنه ربما كان يهلوس. كان هذا الحادث قبل أربعة أشهر من وفاة بو. أعطى بو سارتين قصيدة جديدة، بعنوان  The Bells ، والتي نشرت في' مجلة الاتحاد التابعة لسارتين في نوفمبر 1849، بعد شهر من وفاة بو. كما نشر «سارتين» أول طبعة مصرح بها لـ «أنابيل لي»، أيضًا بعد وفاتها.

## سنواته في فيلادلفيا
بعد وصوله إلى فيلادلفيا، اهتم سارتين بنشاط بالأمور الفنية هناك. تقلد العديد من المناصب في جمعية صندوق الفنانين، وكلية فيلادلفيا للتصميم النسائي، وأكاديمية بنسلفانيا للفنون الجميلة، وكان على اتصال بنشاط مع المؤسسات التعليمية الأخرى في المدينة. كان قد زار أوروبا عدة مرات، وبمناسبة زيارته الثانية في عام 1862 تم انتخابه عضواً في جمعية "Artis et Amicitiæ" في أمستردام.
كان سارتين مسؤولاً عن قسم الفنون في Centennial Exposition في فيلادلفيا، في عام 1876. تقديراً لخدماته هناك، منحه ملك إيطاليا وسام التاج في إيطاليا. تم طلب مشورته المعماريّة بشكل متكرر: فقد لعب دورًا بارزًا في عمل اللجنة المسئولة عن نصب واشنطن التذكاري بفيلادلفيا تحت اشراف رودولف سيمرينغ في فيرمونت بارك، فيلادلفيا، وصمم ميداليات لنصب تذكاري لجورج واشنطن ولافاييت، اللذان أقيما في عام 1869 في مقبرة أثرية، في فيلادلفيا.

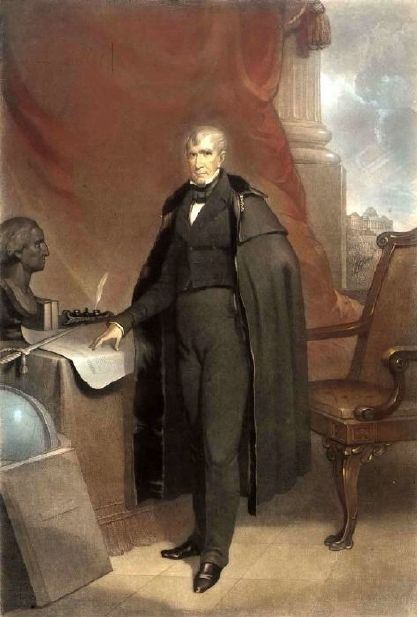
جون سارتن ويليام هنري هاريسون
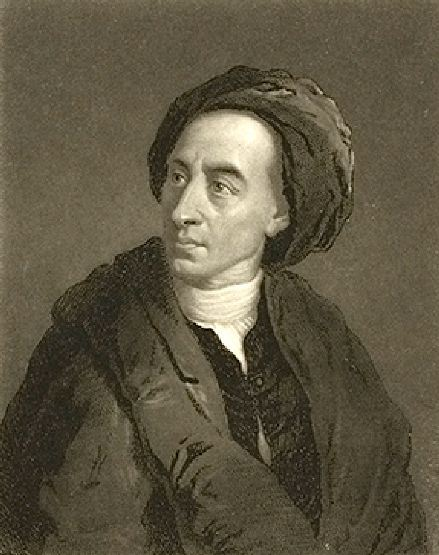
جون سارتين, ألكسندر بوب
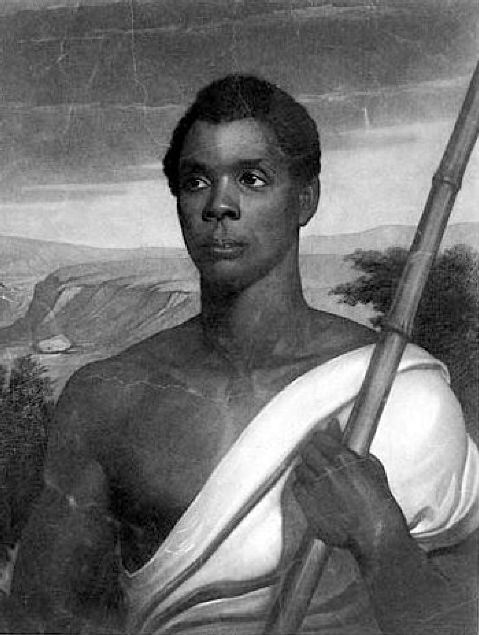
جون سارتين، سينك

عند وفاته في عام 1897، تم دفن سارتين في مقبرة النصب التذكاري. في عام 1956، أدانت البلدية المقبرة وأعطتها إلى جامعة تمبل التي حولتها لموقف للسيارات. تم نقل جثمان سارتين وعائلته إلى مقبرة جبل السلام، في حين تم إعادة دفن ما يقرب من 20,000 جثة غير متعرف عليها بها في مقبرة جماعية كبيرة. شواهد القبور، بما في ذلك بوابة مقبرة النصب التذكاري والنصب التذكاري المركزي للمقبرة البالغ ارتفاعه 70 قدمًا الخاص بـجورج واشنطن والجنرال لافاييت ونصب عائلته (أي كل ما صممه سارتين) تم إلقاؤها في نهر ديلاوير.

## أسرته
تزوج جون سارتين من سوزانا لونجماتي سوين وكان لديهم ثمانية أطفال. صموئيل (1830-1906)، الذي كان نقاشًا؛ هنري (1833-1895)؛ وليام (1843-1925)؛ وإميلي سارتين التي تابعت مهنة والدها كفنان. مارست إميلي سرتين الفن لأول مرة كنقاشة علي يد والدها. درست في أكاديمية بنسلفانيا مع البروفيسور كريستيان شوسيل، ثم حتى عام 1875، في باريس. في عام 1886، أصبحت مديرة مدرسة فيلادلفيا للتصميم للنساء. وليام سرتين عمل نقاشاً تحت إشراف والده حتى كان عمره 24 سنة. من 1867 إلى 1868، درس تحت إشراف كريستيان شوسيلي وأكاديمية بنسلفانيا. ثم ذهب إلى باريس، حيث درس مع ليون بونات. في عام 1877، عاد إلى الولايات المتحدة، واستقر في نيويورك، حيث تم انتخابه كعضو في الأكاديمية الوطنية للتصميم في عام 1880. وكان أحد مؤسسي جمعية الفنانين الأمريكيين. قام برسم كل من المناظر الطبيعية والشخصيات.

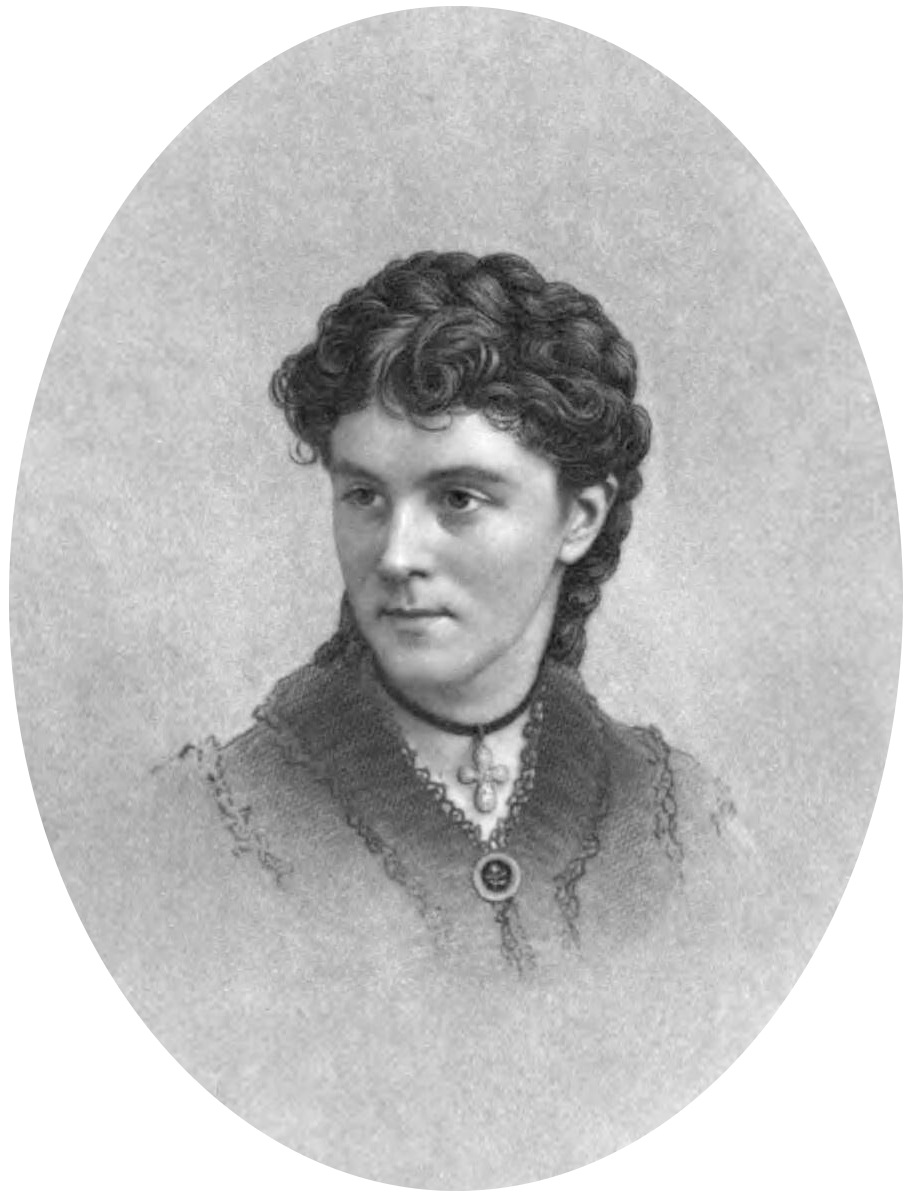
إميلي سارتين، 1876
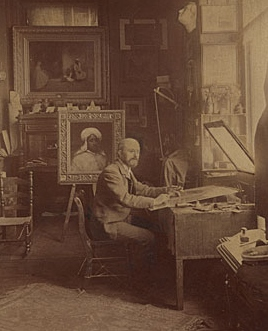
وليام سارتن في مرسمه، حوالي عام 1900

## روابط خارجية
- Sartain Images Link to some John Sartain engravings at Old Book Art.
- The Winterthur Library Overview of an archival collection on John Sartain.
- Sartain's Union Magazine at كتب جوجل
- John Sartain's The reminiscences of a very old man, 1808–1897, publ. 1899, D. Appleton, NY
- "Sartain family papers, 1795–1944", Archives of American Art
- Poe: Influences Friends – John Sartain